# Hit and Run (ER)
Hit and Run is de vierde aflevering van het eerste seizoen van de televisieserie ER, die voor het eerst werd uitgezonden op 6 oktober 1994.

## Verhaal
Een tiener wordt zwaargewond de SEH binnengebracht, Dr. Benton en Dr. Langworthy zijn niet in staat om hem te redden. Carter krijgt de opdracht om het slechte nieuws aan de ouders te vertellen, maar hij vertelt de verkeerde ouders het slechte nieuws.
Dr. Ross vertelt aan een jongen dat hij niet gescheiden wordt van zijn schizofrene moeder als zij opgenomen wordt. Zijn belofte kan hij niet waarmaken, dit tot frustratie van Hathaway die hem dit aanrekent.
Dr. Lewis maakt eindelijk openbaar dat zij een relatie heeft met Dr. Cvetic, dit tot grote verrassing van Dr. Greene. Zij heeft ook een vertegenwoordiger in mobiele telefoons als patiënt. Het personeel merkt dat de mobiele telefoons van hem een vreemde uitwerking heeft op de apparatuur van het ziekenhuis.
Dr. Benton had zijn zus en zwager beloofd om op zijn moeder te passen zodat zij uit kunnen eten ter ere van hun tienjarig huwelijk. Tot grote ergernis van zijn zwager vergeet hij deze belofte.

## Rolverdeling

### Hoofdrol
- Anthony Edwards - Dr. Mark Greene
- George Clooney - Dr. Doug Ross
- Sherry Stringfield - Dr. Susan Lewis
- Eriq La Salle - Dr. Peter Benton
- John Terry - Dr. David 'Div' Cvetic
- Tyra Ferrell - Dr. Sarah Langworthy
- Rick Rossovich - Dr. John 'Tag' Taglieri
- William H. Macy - Dr. David Morgenstern
- Noah Wyle - John Carter
- Julianna Margulies - verpleegster Carol Hathaway
- Yvette Freeman - verpleegster Haleh Adams
- Deezer D - verpleger Malik McGrath
- Conni Marie Brazelton - verpleegster Connie Oligario
- Ellen Crawford - verpleegster Lydia Wright
- Abraham Benrubi - Jerry Markovic

### Gastrol
- Ving Rhames - Walter Robbins
- Ken Lerner - Harry Stopak
- Annabella Price - Mrs. Sheff
- Andrew J. Ferchland - Ozzie Sheff
- Betty Carvalho - Vilma Zevallo
- Santos Morales - Mr. Zevallo
- Patricia Healy - Priscilla
- Elaine Kagan - Mrs. Shearer
- Ron Taylor - Bob
- Donna Hardy - Harriet
- Rick Marzan - Camacho

en vele andere